# Кубер
Кубер, Кувер (болг. Кубер) — хан булгар, возможно, сын хана Кубрата.

## Биография
Сведения о Кубере (Кувере) содержатся в агиографическом сборнике о чудесах св. Димитрия Солунского.
Правил племенами болгар, секелей (эсегелов) и мадьяр. Присоединился к племенному объединению аварского кагана и вместе с ним во главе секелей оказался на берегах Дуная и Тисы.
В 680—685 годах Кубер поднял восстание против аваров в Паннонии и ушёл со своим племенем в Македонию, недалеко от Солуни (Салоники).